# Тускарора (индейская резервация)
Тускарора (англ. Tuscarora Reservation; на языке тускарора Nyučirhéʼę) — индейская резервация, расположенная в северо-западной части штата Нью-Йорк, США.

## История
После продолжительного конфликта с британскими поселенцами и другими индейскими племенами в начале XVIII века, известного как Тускарорская война, большая часть племени тускарора, мигрировала на север на территорию современного штата Нью-Йорк, где они присоединились к Конфедерации ирокезов в качестве шестого племени.
Когда началась Война за независимость США, британские официальные лица, а также Континентальный конгресс стремились к лояльности шести ирокезских племён. Онайда и тускарора, отчасти благодаря влиянию пресвитерианского миссионера Сэмюэла Киркленда, присоединились к повстанцам, большинство мохоков, сенека, кайюга и онондага вступили в союз с Британской империей. После карательной экспедиции Салливана, часть тускарора перешла на сторону британцев.
Сенека были вынуждены уступить свои земли американцам в соответствии с договором Канандайгуа 1794 года и договором Биг-Три 1797 года, что привело к созданию нескольких индейских резерваций на западе штата Нью-Йорк, в том числе резервации Тускарора, основанной в 1803 году. Резервация была образована из территорий, предоставленных племенем сенека и Голландской земельной компанией. На следующий год тускарора приобрели дополнительный участок земли и присоединили его к своей резервации, площадь которой стала 6 249 акров.

## География
Резервация расположена на северо-западе штата Нью-Йорк в западной части округа Ниагара, примерно в 4,11 км к востоку от американо-канадской границы.
Общая площадь резервации составляет 23,52 км². Административным центром резервации является город Льюистон.

## Демография

### 2000 год
Согласно федеральной переписи населения 2000 года в резервации проживало 1 138 человек, насчитывалось 398 домашних хозяйств и 398 жилых домов. Из 398 домашних хозяйств в 43,2 % — воспитывали детей в возрасте до 18 лет, 45,5 % — представляли собой совместно проживающие супружеские пары, в 19,3 % — проживали женщины-домохозяйки без мужа, и 28,4 % — не имели семей. 21,1 % домохозяйств состояли из одного человека, и в 5,5 % проживал один человек в возрасте 65 лет и старше.
Население резервации по возрастному диапазону распределилось следующим образом: 34,3 % — жители младше 18 лет, 13,7 % — от 18 до 24 лет, 30 % — от 25 до 44 лет, 14,3 % — от 45 до 64 лет, и 7,7 % — в возрасте 65 лет и старше. На каждые 100 женщин приходилось 108,6 мужчин.
Средний доход на одно домашнее хозяйство в индейской резервации составлял 32 500 долларов США, а средний доход на одну семью — 38 333 долларов. Мужчины имели средний доход в 33 281 долларов в год против 25 074 долларов среднегодового дохода у женщин.  Доход на душу населения в резервации составлял 14 427 долларов в год. Около 9,9 % семей и 13 % всего населения находились за чертой бедности, в том числе 13,4 % тех, кому ещё не исполнилось 18 лет, и 9,6 % старше 65 лет. Средний возраст жителей составил 26 лет. На каждые 100 женщин приходилось 104,7 мужчин. 

### 2020 год
В 2020 году в резервации проживало 1 145 человек. Расовый состав населения: белые — 414 чел. (36,2 %), афроамериканцы — 0 чел., коренные американцы (индейцы США) — 595 чел. (52 %), азиаты — 0 чел., океанийцы — 3 чел. (0,3 %), представители других рас — 23 чел. (2 %), представители двух или более рас — 110 человек (9,6 %). Испаноязычные или латиноамериканцы любой расы составили 46 человек (4 %). Плотность населения составляла 48,68 чел./км².

## Комментарии
1. ↑  В состав резервации входит часть населённого пункта.